# Microcèbe brun-doré
Microcebus ravelobensis
Espèce
Statut de conservation UICN

 VU B1ab(i,iii) : Vulnérable
Statut CITES
Le Microcèbe brun-doré (Microcebus ravelobensis) est une espèce de petits primates découverte en 1994 à Madagascar et pesant entre 40 et 70 g selon la saison.

## Étymologie
Son nom spécifique, composé de ravelob[e] et du suffixe latin -ensis, « qui vit dans, qui habite », lui a été donné en référence au lieu de sa découverte, les alentours du lac de Ravelobe (ouest de Madagascar).

## Publication originale
(en) Zimmermann, Cepok, Rakotoarison†, Zietemann et Radespiel, « Sympatric Mouse Lemurs inNorth-West Madagascar:A New Rufous Mouse Lemur Species(Microcebus ravelobensis) », Folia Primatol, vol. 69,‎ 3 janvier 1997, p. 106-114 (lire en ligne, consulté le 19 mars 2019).